# Neumi Nanuku
Pas d'image ? Cliquez ici

a Compétitions nationales et continentales officielles uniquement.

b Matchs officiels uniquement.
Dernière mise à jour le 2 août 2018.
 Neumi Nanuku, né le 20 juin 1976 à Burenitu (province de Ra, Fidji), est un joueur fidjien de rugby à XV et rugby à sept qui évolue aux postes d’ailier et d'arrière. Il compte plusieurs sélections à sept et à XV pour les Fidji. 

## Biographie
Il a été champion du monde de rugby à sept en 2005, Neumi Nanuku étant issu à la base de cette catégorie rugbystique.
En 2008, il signe un contrat de deux saisons avec l'US Dax en provenance du Castres olympique, où il est arrivé en cours de saison en tant que joker médical. En 2010, il prolonge son contrat avec Dax d'une saison.

## Carrière
- 1999-2001 : Ra ( Fidji)
- 2002-2007 : Nadroga ( Fidji)
- 2008 : Castres olympique
- 2008-2011 : US Dax

## Palmarès

### En club
- Sanyo Cup : 2004

### En équipe nationale
- Équipe des Fidji à XV : 1 sélection en 2005 contre le Portugal
- Équipe des Fidji à sept : Champion du monde 2005